# CC-135
La CC-135 es una carretera perteneciente a la Red Primaria de la Diputación Provincial de Cáceres que une carretera  EX-204  con el Límite de la C. A. de Castilla y León en la provincia de Caceres
Su denominación oficial es "Carretera de Vegas de Coria (EX-204) a límite con Salamanca (a Serradilla del Llano) por Nuñomoral y Casares de las Hurdes".

## Historia de la carretera
Esta carretera está formada por las antiguas carreteras CC-55.1, CC-55.2 y CC-55.3 que fueron renombrada en el cambio del catálogo de Carreteras de la Diputación Provincial de Cáceres en el año 2022.